# Jordanoleiopus gardneri
Jordanoleiopus gardneri es una especie de escarabajo longicornio del género Jordanoleiopus, tribu Acanthocinini, familia Cerambycidae. Fue descrita científicamente por Breuning en 1958.

## Distribución
Se distribuye por Kenia y Tanzania.

## Descripción
La especie mide 6-7 milímetros de longitud.